# Eclipse (telenovela)
Eclipse é uma telenovela mexicana, produzida por Silvia Pinal para a Televisa e exibida pelo El Canal de las Estrellas entre 7 de maio e 12 de outubro de 1984, substituindo Bodas de odio e sendo substituída por La traición.
Foi protagonizada por Silvia Pinal e Joaquín Cordero e antagonizada por Ofelia Guilmáin.

## Elenco
- Silvia Pinal - Magda[2]
- Joaquín Cordero - Emmanuel
- Eduardo Palomo - Fernando
- Ofelia Guilmáin - Virginia
- Augusto Benedico - Mateo
- Pilar Souza - Concepción
- Sergio Klainer - Atilio Greco
- Blanca Sánchez - Alicia
- Fernando Larrañaga - Nestor
- Eugenia Avendaño - Isabel
- Fernando Balzaretti  - Simon
- Martha Roth - Amalia
- Martha Verduzco - Carmen
- Lourdes Munguía  - Lourdes
- Wolf Rubinsky - Diego
- Rosita Salazar Arenas  - Cecilia
- Polly - Pilar
- Marcelo Romo - Carlos